# Yokoshibahikari
Yokoshibahikari (japanska: 横芝光町?, Yokoshibahikari-machi) är en landskommun (köping) i Chiba prefektur i Japan. Kommunen bildades 27 mars 2006 genom en sammanslagning av kommunerna Yokoshiba och Hikari. 